# الجامعة الملكية المغربية للدراجات النارية
الاتحاد المغربي للدراجات النارية هو اتحاد رياضي مغربي، من مؤسسي الاتحاد العربي للدراجات النارية، ويترأسه عبد الله العرائشي الذي يتولى في نفس الوقت مهمة نائب ثان للاتحاد العربي.